# 阿雷鄉

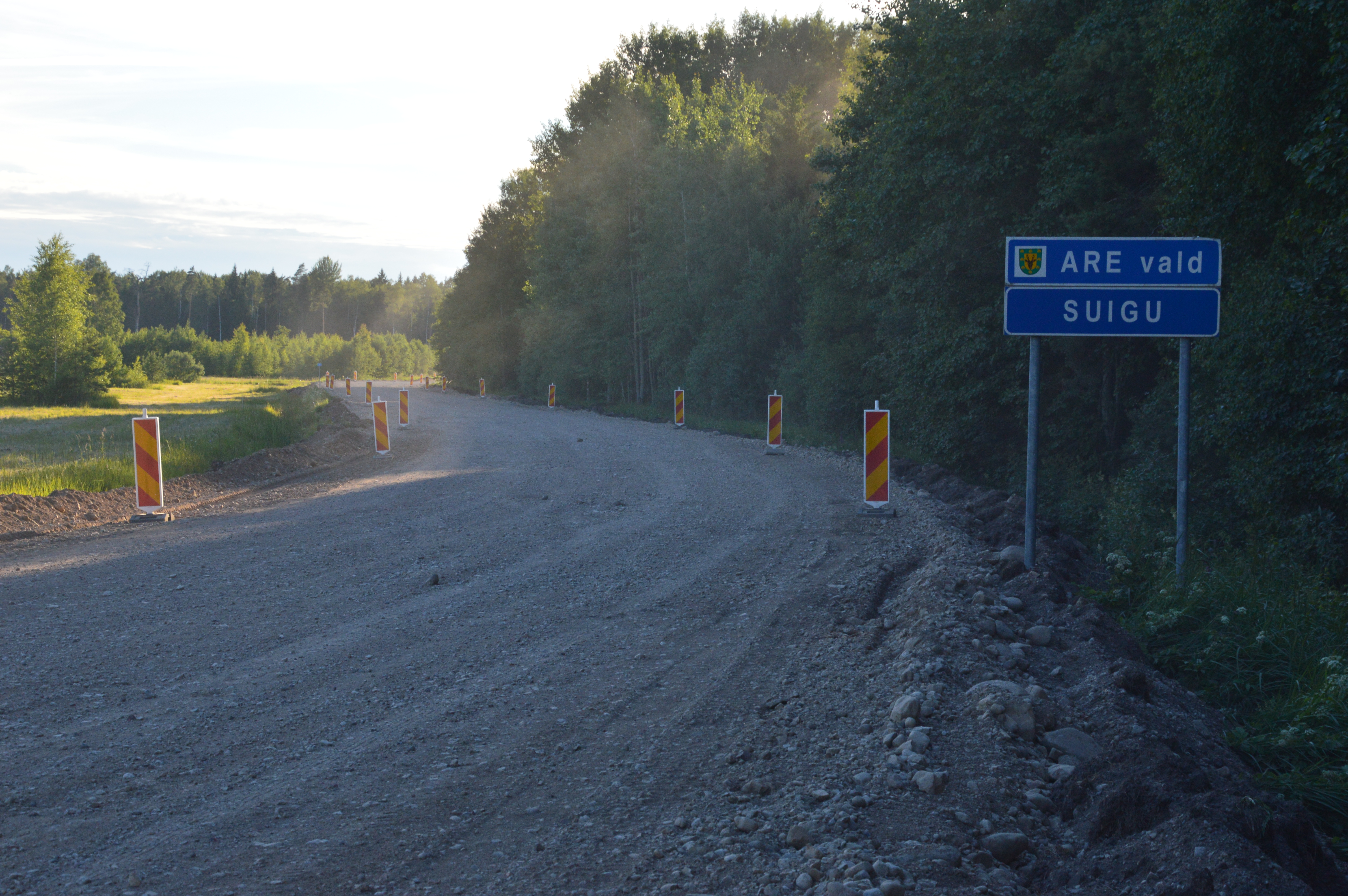
阿雷市镇的路标

阿雷鄉，曾是愛沙尼亞派爾努縣的一個鄉村型市镇，位於該國西南部，行政中心設於阿雷，面積161平方公里，2006年人口1,332，人口密度每平方公里8人。
2017年爱沙尼亚行政改革后，阿雷市镇与其他市镇一起合并为新的托里市镇。
58°31′N 24°34′E / 58.517°N 24.567°E